# 武州豊嶋郡江戸庄図

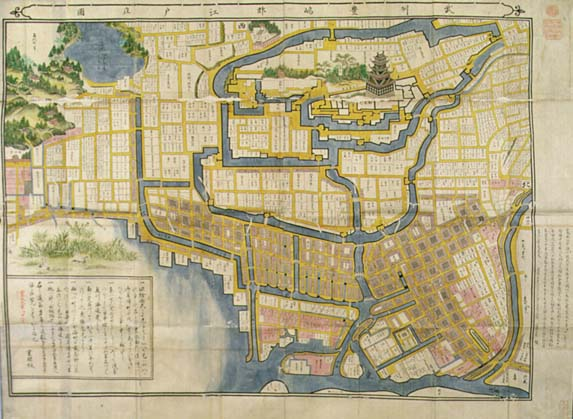
東京都立図書館所蔵『武州豊嶋郡江戸庄図』（東京誌料）

『武州豊嶋郡江戸庄図』（ぶしゅうとしまごおりえどのしょうず）は、寛永9年（1632年）に作成されたとされる江戸の地図。『寛永江戸図』などの名でも呼ばれる。

## 解説

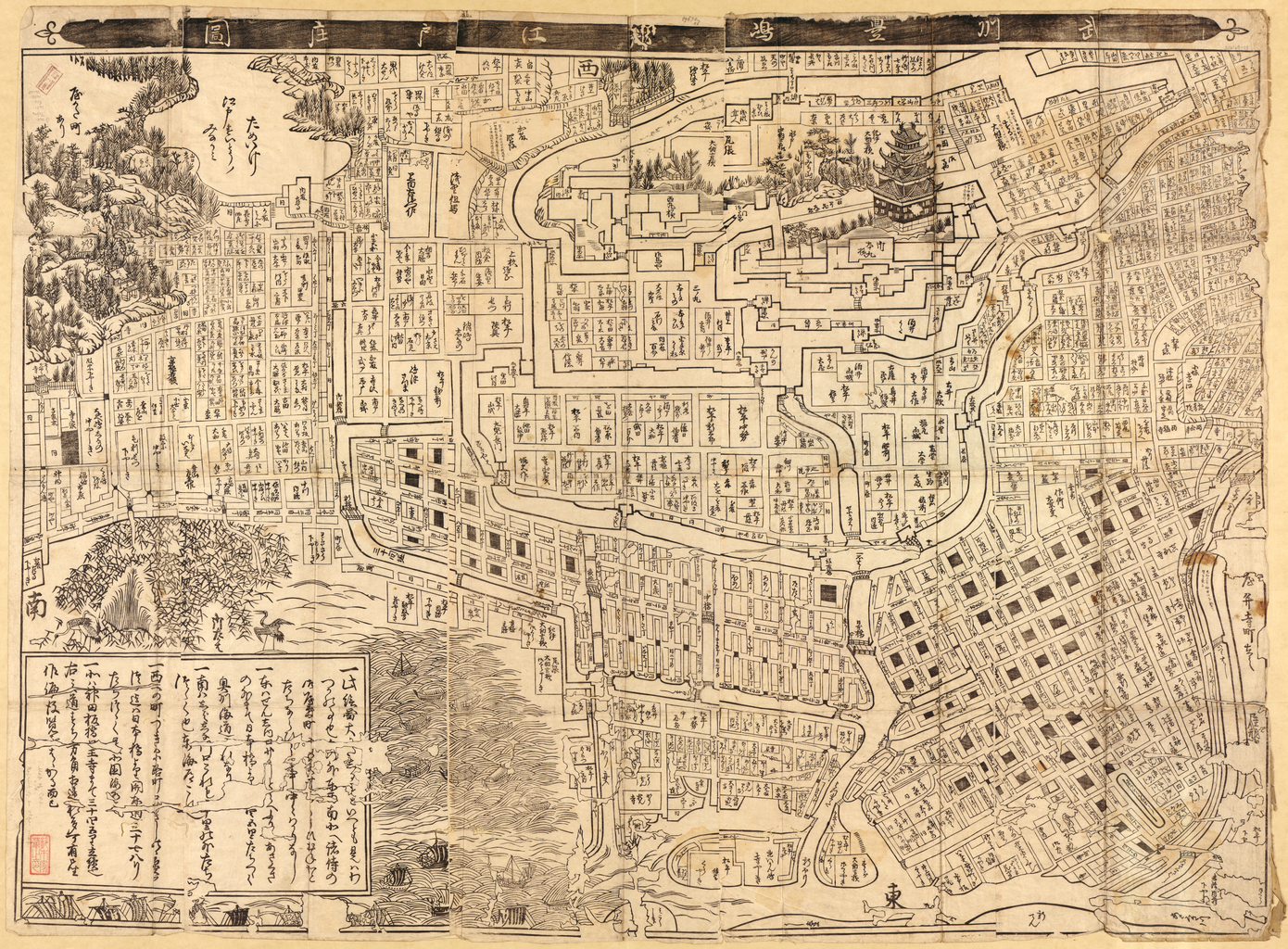
刊行例（アメリカ議会図書館蔵）

江戸図としては最初の時期のものであり、内容も正確であると評価される。「最初に出版された江戸図」という推定もある。写図や復刻が多く流通しており、類似の本も含めて「寛永図系統」、「寛永江戸図系列」などと総称される。
国立国会図書館所蔵の『武州豊嶋郡江戸庄図』（墨摺手彩色）がかなり古いもので、原版ともされる。制作者や制作年についての記載はなく不明である。寛永9年（1632年）に作成されたとされるのは、後年複写された図の中に「寛政九年申十二月重開版」といった文字が書き込まれたものがあるためであるが、これは複写が作成される過程で屋敷の主として記された大名の名から考証が行われた結果として書き込まれた情報である。このため、原本がこの年に刊行されたということを意味しない。
刊行年代については以下のような諸説がある。
- 寛永9年（1632年）以前の内容の写図をもとに、寛永末年から正保（1645年 - 1648年）・慶安（1648年 - 1652年）ごろに実用目的で制作されたものである[3]。
- 寛永末年か正保初年に、京都で刊行されたものである[3]。
- 刊行は寛文（1661年 - 1673年）以前、承応（1652年 - 1655年）・明暦（1655年 - 1658年）ごろである[3]。
- 万治4年（1661年）刊行の図をもとに、後世になって編纂されたものである[3]。

「寛永図系統」とされる江戸図の中で、刊行年が明記され原版の残る最古のものは、万治4年（1661年）に京都の河野道清が刊行した「新板武州江戸之図」（三井文庫）である。
なお初期の江戸を描いた『江戸図屏風』『江戸名所図屏風』は、共に『武州豊嶋郡江戸庄図』の影響を強く受けている。国立歴史民俗博物館が実施した『江戸図屏風』に用いられた料紙の放射性炭素年代測定から、寛永17年（1640年）以前の製作が確実とされ、当図もしくは原版の刊行もそれ以前、黒田日出男が唱えた『江戸図屏風』の制作年代である寛永11年～12年（1634年～1635年）より前となる。

## 特徴
西を上に描かれているが、縮尺や方位は正確ではない。
図の上部に「武州豊嶋郡江戸庄図」と記した題額があり、これが「寛永図系統」の特徴の一つとなっている。なお、「武州豊嶋郡江戸庄図」という表題については、寛永年間に「江戸庄」と称することはなかったはずであるとの疑義も呈されている。
図の特徴として、絵画的手法と地図的手法がともに用いられていることが挙げられる。江戸城内の建物などは絵画的に表現されている。本格的な地図の作成につながる過渡的な表現とされる。
また、江戸城本丸の西部は実際よりも東西方向に圧縮して描いている。市街地を過不足なく包含するのではなく周辺を切り捨てて表現しており、江戸城の背後（西方）の地名は採用されていない。
屋敷名など、図内の文字は一方向から読まれることを想定し、文字方向を揃えて記されている（町名記載はこの限りではない）。これは携帯の便宜のためで、武家屋敷についての情報提供が主目的という考察がある。

## デジタルライブラリ
- 『武州豊嶋郡江戸〔庄〕図』 - 国立国会図書館デジタルコレクション
- 『寛永江戸圖』 - 国立国会図書館デジタルコレクション（稀書複製會叢書（1930年）による複製本）
- 『武州豊嶋郡江戸庄図』 - 早稲田大学図書館古典籍総合データベース